# Шайдеггер, Фриц
Фриц Шайдеггер (нем. Max Friedrich "Fritz" Scheidegger; 30 декабря 1930, Лангенталь, Швейцария — 26 марта 1967, Кёркбай Мэллори, Великобритания) — швейцарский мотогонщик, 2-кратный чемпион мира по шоссейно-кольцевым гонкам в классе мотоциклов с колясками.

## Спортивная карьера
Фриц Шайдеггер дебютировал в качестве гонщика в 1950 году — на травяном треке; вскоре он выиграл свою первую гонку на траве, управляя мотоциклом Norton, в городе Белп, неподалёку от Берна. Три года спустя он начал участвовать в гонках на мотоциклах с коляской, причём сам выполнял роль пассажира, в то время как пилотом была его супруга. С рождением в 1955 году дочери жена Шайдеггера ушла из гонок, и Шайдеггер переквалифицировался в водителя. Пассажиром Шайдеггера стал его друг Хорст Буркхардт, ранее уже выступавший в подобных соревнованиях.
В 1957 году Шайдеггер выиграл чемпионат Швейцарии по гонкам на травяном треке (в сольной категории 500 см³), но его целью были выступления в профессиональных шоссейно-кольцевых мотогонках. Для этого он купил мотоцикл BMW, и они с Буркхартом успешно прошли квалификацию в Гран-При Наций (Италия), после чего финишировали 4-ми. Cезон 1958 года напарники пропустили, зато 1959-й начали с победы во Франции, а по итогам года взяли бронзу. Шайдерггеру серьёзно мешал его великоватый для этого вида спорта рост, 1 метр 80 см, и мотоцикл пришлось заметно модифицировать, чтобы снизить лобовое сопротивление.
За следующие пять лет Шайдеггер трижды становился вице-чемпионом, дважды — бронзовым призёром чемпионата, выиграв в общей сложности 7 гонок, но титул ему не поддавался. Интересно, что в 1961 году компания BMW объявила, что заводскую поддержку будут получать только экипаж Макса Дойбеля и Эмиля Хёрнера; это ставило крест на успехе других пилотов (и в самом деле, Дойбель выиграл четыре чемпионата подряд), и Шайдеггер хотел было завершить карьеру, посвятив себя продаже автомобилей и мотоциклов. Буркхарт в свою очередь хотел поступить в колледж. Тем не менее, в 1962 году Буркхардта уговорили стать пассажиром Флориана Каматиаса, а Шайдеггер всё-таки остался в гонках, теперь с пассажиром Джоном Робинсоном.
Наконец, в сезона 1965 года титул погорился Фрицу Шайдеггеру; они с Робинсоном выиграли чемпионат, в плотной борьбе опередив Макса Дойбеля и Эмиля Хёрнера. В 1966 году Шайдеггер и Робинсон абсолютно доминировали, выиграв все 5 этапов Чемпионата мира. Единственной проблемой стала финальная гонка сезона на острове Мэн, которую Шайдеггер выиграл с преимуществом всего 0,8 секунды над Дойбелем, а потом был дисквалифицирован за технические нарушения. Месяцем позже после заседания спортивной комиссии дисквалификацию отменили, а Шайдеггера восстановили в статусе победителя.
Шайдеггер и Робинсон считались фаворитами и в сезоне 1967 года, но судьба распорядилась иначе. Ещё до начала сезона они принимали участие в демонстрационных гонках на трассе Мэллори-Парк, в британской деревушке Кёркбай Мэллори. Во время заезда сломалась анкерная тяга тормоза, и мотоцикл вылетел с трассы. Шайдеггер погиб на месте, Робинсон отделался переломом ноги, но также решил завершить карьеру.

## Личная жизнь
В юности Фриц Шайдеггер работал автомехаником, а позже дилером по продаже автомобилей и мотоциклов в родном Лангентале; в 1947 году он открыл собственную компанию по продаже мотоциклов, которой управлял до 1963-го. В 1963 году он продал бизнес и переехал в городок Куртелари, на родину жены. Там Шайдеггер открыл заправочную станцию с кафе-баром. У него были сын и дочь, которым на момент смерти отца было 11 и 12 лет соответственно.

## Результаты выступлений в Чемпионате мира по шоссейно-кольцевым гонкам на мотоциклах с колясками
| Легенда к таблице |                                                 |
| --- | ----------------------------------------------- |
| В таблице перечислены результаты всех этапов чемпионата мира, в которых принимал участие гонщик либо пассажир. Строками таблицы являются сезоны, столбцами все гонки этапов чемпионата мира, напарник и мотоцикл. В клетках указаны сокращённое название этапа и результат, клетка дополнительно обозначена цветом. Расшифровка обозначений и цветов представлена в нижеследующей таблице. |                                                 |
| \| Пример \| Описание \| \| ------------ \| ----------------------------------------------- \| \| 1 \| Победитель \| \| 2 \| Второе место \| \| 3 \| Третье место \| \| \| Финишировал в очковой зоне \| \| \| Финишировал вне очковой зоны \| \| НКЛ \| Не классифицирован \| \| Сход \| Не финишировал \| \| НКВ \| Не прошёл квалификацию \| \| НПКВ \| Не прошёл предварительную квалификацию \| \| ДСК \| Дисквалифицирован \| \| ИСК \| Исключён из протокола соревнований \| \| НС \| Не стартовал в гонке \| \| Т \| Травмирован или болен \| \| ОТК \| Отказ от участия \| \| НТР \| Прибыл на соревнования, но на трассу не выезжал \| \| НПР \| Не прибыл к началу соревнований \| \| НД \| Недопущен до старта \| \| О \| Гонка отменена \| \| НУ \| Не участвовал \| \| Поул-позиция \| \| \| Быстрый круг \| \| |                                                 |
| Пример | Описание                                        |
| 1 | Победитель                                      |
| 2 | Второе место                                    |
| 3 | Третье место                                    |
| | Финишировал в очковой зоне                      |
| | Финишировал вне очковой зоны                    |
| НКЛ | Не классифицирован                              |
| Сход | Не финишировал                                  |
| НКВ | Не прошёл квалификацию                          |
| НПКВ | Не прошёл предварительную квалификацию          |
| ДСК | Дисквалифицирован                               |
| ИСК | Исключён из протокола соревнований              |
| НС | Не стартовал в гонке                            |
| Т | Травмирован или болен                           |
| ОТК | Отказ от участия                                |
| НТР | Прибыл на соревнования, но на трассу не выезжал |
| НПР | Не прибыл к началу соревнований                 |
| НД | Недопущен до старта                             |
| О | Гонка отменена                                  |
| НУ | Не участвовал                                   |
| Поул-позиция |                                                 |
| Быстрый круг |                                                 |

| Год  | Пассажир        | Мотоцикл | 1        | 2      | 3        | 4     | 5        | 6     | 7     | Место | Очки    |
| ---- | --------------- | -------- | -------- | ------ | -------- | ----- | -------- | ----- | ----- | ----- | ------- |
| 1957 | Хорст Буркхардт | BMW      | GER      | MAN    | NED      | BEL   | NAT 4    |       |       | 12    | 3       |
| 1959 | Хорст Буркхардт | BMW      | FRA 1    | MAN 3  | GER 5    | NED   | BEL 3    |       |       | 3     | 18      |
| 1960 | Хорст Буркхардт | BMW      | FRA 2    | MAN 11 | NED 3    | BEL 2 | GER 3    |       |       | 2     | 16 (20) |
| 1961 | Хорст Буркхардт | BMW      | ESP 2    | GER 2  | FRA 1    | MAN 2 | NED Сход | BEL 1 |       | 2     | 28 (34) |
| 1962 | Джон Робинсон   | BMW      | ESP Сход | FRA    | MAN      | NED 1 | BEL 2    | GER 3 |       | 3     | 18      |
| 1963 | Джон Робинсон   | BMW      | ESP Сход | GER    | MAN 2    | NED 2 | BEL 1    |       |       | 3     | 20      |
| 1964 | Джон Робинсон   | BMW      | ESP      | FRA 1  | MAN Сход | NED 3 | BEL 2    | GER 1 |       | 2     | 26      |
| 1965 | Джон Робинсон   | BMW      | GER 1    | ESP 2  | FRA 2    | MAN 2 | NED 1    | BEL 1 | NAT 1 | 1     | 32 (50) |
| 1966 | Джон Робинсон   | BMW      | GER 1    | FRA 1  | NED 1    | BEL 1 | MAN 1    |       |       | 1     | 24 (40) |

## Результаты выступлений на гонке Isle of Man TT[5]
| Год  | Класс      | Мотоцикл | Пассажир        | Позиция в классе |
| ---- | ---------- | -------- | --------------- | ---------------- |
| 1959 | Sidecar TT | BMW      | Хорст Буркхардт | 3                |
| 1960 | Sidecar TT | BMW      | Хорст Буркхардт | 11               |
| 1961 | Sidecar TT | BMW      | Хорст Буркхардт | 2                |
| 1963 | Sidecar TT | BMW      | Джон Робинсон   | 2                |
| 1964 | Sidecar TT | BMW      | Джон Робинсон   | Сход             |
| 1965 | Sidecar TT | BMW      | Джон Робинсон   | 2                |
| 1966 | Sidecar TT | BMW      | Джон Робинсон   | 1                |